# HyperMedia
HyperMedia, a.s. je česká internetová firma. Byla založena v roce 2003 Petrem Benešem a Janem Šmidákem jako portál HyperInzerce.cz. Hlavními činnostmi společnosti jsou internetový marketing, zastupování webů a provozování slevových a dalších portálů. Na konci roku 2023 závazky společnosti několikanásobně převyšovaly účetní hodnotu jejích aktiv.